# 聖塔克拉利塔
聖塔克拉利塔（Santa Clarita, California；又译：圣塔克拉里塔或圣克拉利塔）是美國加利福尼亞州洛杉磯縣西北部的一個城市，下辖瓦伦西亚、纽哈尔、桑格斯和峡谷乡等社区。面積123.9平方公里，2020年人口228,673人。
1987年12月15日建市。